# Mulyo Asih
Mulyo Asih is een bestuurslaag in het regentschap Musi Banyuasin van de provincie Zuid-Sumatra, Indonesië. Mulyo Asih telt 1983 inwoners (volkstelling 2010).